# 二戰後的經濟奇蹟
第二次世界大戰結束後出現的經濟奇蹟，又稱戰後經濟爆發，是指由第二次世界大戰結束後的1946年開始直至1970年代經濟衰退為止的期間世界多國的经济扩张。這段時期又被稱為「資本主義的黃金時期」。

## 概述
西方國家的經濟發展在這段時期經歷了非常持久的增長和充分就業的情況，而包括日本、西德和義大利等在二戰中受到破壞的國家也出現了可觀的經濟增長。

## 結束
1973年石油危機導致油價暴增，加上原本已有的各種社會及經濟問題，導致西方國家的經濟增長逐漸停止，「資本主義的黃金時期」至此落幕。